# Aziza Baroud
Pour les articles homonymes, voir Baroud (homonymie).
Aziza Baroud, née le 4 août 1965 et morte le 19 juin 2025 au Maroc, est une femme politique tchadienne, ministre de la Santé, députée à l'Assemblée nationale et ambassadrice du Tchad en Belgique de décembre 2016 à juin 2025,. Elle est également représentante permanente auprès des Nations Unies.

## Biographie
Née le 4 août 1965, Aziza Baroud a obtenu en 1989 une maîtrise en économie appliquée à l’université Paris-Dauphine, en France. Très tôt, elle intègre l’administration publique de son pays et y occupe des postes de haute responsabilité. Elle débute en tant que Ministre de la Santé publique et de la Solidarité nationale de 2003 à 2005, avant d’être nommée Conseillère à la Présidence de 2005 à 2008, puis Ministre de l’Économie, de la Planification du Développement et de la Coopération internationale de 2008 à 2010. De 2011 à 2017, elle est élue députée à l’Assemblée nationale du Tchad, poursuivant ainsi son engagement dans la vie publique. Aziza Baroud devient ensuite une figure marquante de la diplomatie tchadienne. De 2017 à 2020, elle est ambassadrice du Tchad auprès de l’Union européenne, du Royaume-Uni et des pays du Benelux. En décembre 2019, elle est nommée Représentante permanente du Tchad auprès des Nations unies à New York, fonction dans laquelle elle est confirmée avec le rang de dignité d’Ambassadrice en 2021. À l’ONU, elle s’est illustrée comme une voix forte de l’Afrique, plaidant pour une représentation accrue des femmes dans la diplomatie, et pour une autonomisation économique des femmes africaines, causes auxquelles elle était profondément attachée. En 2023, elle est nommée Conseillère spéciale et Représentante personnelle du Chef de l’État, auprès du Conseil permanent de l'Organisation internationale de la francophonie.
En 2020, pendant la pandémie de coronavirus, Baroud assiste la Première Dame Hinda Déby et Diego Canga Fano alors qu'ils discutaient des opportunités d'affaires au Tchad avec des investisseurs européens.
Aziza Baroud meurt le 19 juin 2025 au Maroc.